# Едуард Лимонов
Едуард Вениаминович Лимонов (Саве́нко) (на руски: Эдуард Лимонов) е руски писател, публицист и политик. Ползва псевдонимите Лимонов – литературен, и дед Лимон (дядо Лимон) – партиен.

## Биография
Роден е в Дзержинск през 1943 г. Принуден е да емигрира в САЩ през 1974 г., живее в Париж от 1980 г. Връща се в Русия през 1992 г. и основава Национал-болшевишката партия.